# 河野友宏
河野 友宏（こうの ともひろ, 1953年 - ）は、日本の生物学者。東京農業大学名誉教授。
世界で初めて哺乳類（マウス）の単為生殖に成功したことで知られる。この哺乳類の名前はKaguyaといい、実験の成果はNatureに掲載された。

## 来歴
1993年 東京農業大学農学部助手。1996年 東京農業大学農学部教授。
2002年 東京農業大学応用生物科学部教授。2017年 東京農業大学生命科学部教授。